# 崕山
崕山（きりぎしやま）は、北海道の芦別市にある標高1,066mの山である。北海道百名山及び北海道の百名山に選定されている。

## 概要
夕張山地中央部にある主稜線上に中天狗から西に伸びる支稜線上に位置する山で、「切り立った崖」という言葉を表す「崕」が入った山名の通り山頂から南にかけて伸びて「永禄峰」「矢柱峰」「聳岩峰」など岩峰が連なる石灰岩の岩稜が特徴的なうえに、固有種であるキリギシソウを始めとする高山植物など多くの稀少な植物が自生することから山奥にありながらも多くの人々を惹きつけてきた。

## 植物をめぐる問題

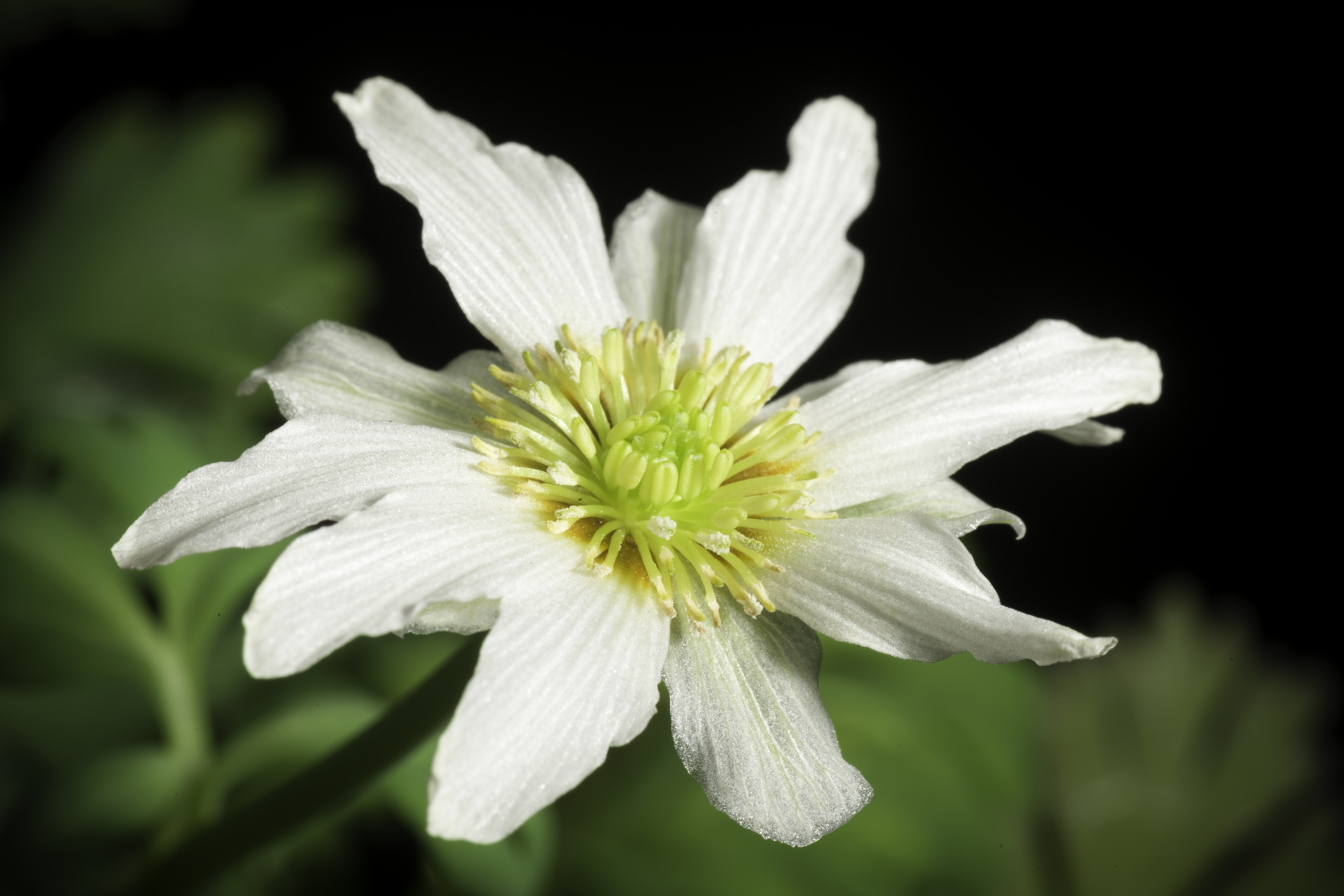
固有種のキリギシソウ

崕山は特徴的な地質からキリギシソウやキリギシアズマギクなどが自生することから植物において非常に貴重な山であったがそれは同時に盗掘の絶好の対象でもあった。その結果崕山では希少種が大量に盗掘される上に、特徴的な山容からロッククライミングとして入山する人も増加し激しい踏みつけにより土壌が荒れてしまうなど酷い有様となり、希少種の群落が絶滅の危機に瀕したため一時期は観光資源として登山道整備を考えていた芦別市でも「崕山自然保護協議会」が平成11年に設置され、同年4月からは当面の間の入山規制を実施した。現在入山が許可されるのは年に3回行われる「モニター登山」のみで、また近年は回復傾向にあるが入山規制は今後も継続される。

## 登山
年に3回実施される「モニター登山会」の実施日のみ入山可能であり、事前の抽選にて当選した者のみが入山を許される。登山会実施日に惣芦別林道の第一ゲートにて入山手続きを行った後は崕山の山麓まで車で進み登山口へ向かう。登山中はボランティアの指示に従うことが義務付けられており、登山道以外への立ち入りなどは固く禁じられている。